# Saison 2018 des Rockies du Colorado
La saison 2018 des Rockies du Colorado est la 26e saison en Ligue majeure de baseball pour cette équipe. 

## Saison régulière
La saison régulière de 162 matchs des Rockies débute le 29 mars par une visite aux Diamondbacks de l'Arizona et se termine le 1er octobre suivant. Le premier match local au Coors Field de Denver oppose les Rockies aux Braves d'Atlanta le 8 avril.

### Classement
| Ligue nationale division Ouest | V  | D  | %    | Diff. | Diff. (élim.) |
| ------------------------------ | -- | -- | ---- | ----- | ------------- |
| Dodgers de Los Angeles         | 92 | 71 | ,564 | -     | -             |
| Rockies du Colorado            | 91 | 72 | ,558 | 1     | -             |
| Diamondbacks de l'Arizona      | 82 | 72 | ,506 | 9.5   | -             |
| Giants de San Francisco        | 73 | 89 | ,451 | 18.5  | -             |
| Padres de San Diego            | 66 | 96 | ,407 | 25.5  | -             |